# یواس‌اس هارلکویین (ای‌ام-۳۶۵)
یواس‌اس هارلکویین (ای‌ام-۳۶۵) (به انگلیسی: USS Harlequin (AM-365)) یک کشتی بود که طول آن ۱۸۴ فوت ۶ اینچ (۵۶٫۲۴ متر) بود. این کشتی در سال ۱۹۴۴ ساخته شد.